# Comté équestre
Ve siècle – XIe siècle
Entités précédentes :
- Empire romain d'Occident
  - Colonia Iulia Equestris

Entités suivantes :
- États de Savoie :
- Duché de Savoie

Le comté équestre ou comté des Équestres (latin pagus comitatus Equestricus), ou encore comté de Nyon, est un pays (Pagus) ou comté burgonde puis bourguignon du haut Moyen Âge entre les Ve et XIe siècles, dont la ville de Nyon était le centre politique. Cette entité territoriale fait suite à la Colonia Iulia Equestris de la période romaine.

## Géographie
L'historien Frédéric Charles Jean Gingins de la Sarraz (1790-1863), dans son Histoire de la cité et du canton des Équestres (paru en 1865), relève que les différents auteurs, des périodes antérieures ou de ses contemporains, ayant consacré une étude sur le comté des Équestres « ne s'accordent ni sur la véritable situation de ce pagus, ni sur son étendue ». Tous s'accordent cependant à voir dans le nom une référence directe à "Colonia Iulia Equestris", aujourd'hui la ville vaudoise de Nyon.
Au cours de la période carolingienne, le pays des Équestres semble être détaché du comté de Genève (pagus major Genevensis ou Comitatus Genevensis), pour former une préfecture ou un comté particulier. Le grand comté de Genève est ainsi divisé vers la fin du IXe siècle, après la dissolution de l'empire carolingien, en deux parties dont le comté des Équestres qui est formé par les terres situées sur la côte septentrionale du Léman et la rive droite du Rhône. Il devient ainsi une subdivision du dernier royaume de Bourgogne (Bourgogne Transjurane),.
Ce comté est inséré entre l'Aubonne, le Pas de l'Écluse, le lac Léman et le massif du Jura. La rivière de l'Aubonne marque la frontière avec le comté ou évêché de Lausanne. Le Rhône marque la limite entre le comté et celui de Genève, ainsi le bourg de Saint‐Gervaix, situé en dehors les murs de Genève, fait partie de cet ensemble. Les bornes septentrionales sont par contre plus difficiles à définir.
Il appartient ainsi à l'évêché de Genève et à la circonscription du décanat d'Aubonne (decanatus Ultra Rhodani), appelé aussi décanat d'Outre-Rhône ou de la rive droite du Rhône voire du pays de Gex.
Les différentes localités ayant pu appartenir à ce territoire (selon le découpage actuel) :
- Dans le canton de Vaud : Avenex, Bougel, Bursins près de Rolle, Bougy, Burtigny, Chéserex près de Gingins, Commugny, Crans, Ecognes, Gimel, Gland, Eysins, La Rippe ;
- Dans le pays de Gex : Allemogne, Challex, Collonges, Feigère(s), Logras, Mouret (près Grilly), Péron, Saint-Jean-de-Gonville ;
- Dans le canton de Genève : Choully, Crest, Dardagny, Peicy (Peney), Russin, le bourg Saint‐Gervaix, Satigny, Versoix

## Histoire
À l'époque des premières fondations monastiques dans le massif du Jura au Ve siècle, ces régions étaient qualifiées d'incultes et d'inhabitées et dépendaient du domaine des rois burgondes. Elles étaient visitées par des évêques itinérants nommés « évêques régionnaires » qui les parcouraient, à l'exemple de Domitien du Bugey et plus tard de saint Amand de Maastricht. Durant les grandes invasions barbares, entre 375 et 577, les évêques de Besançon sont forcés d'abandonner leur métropole et de transférer leur siège à Nyon dont ils acquéraient le territoire de la ville et ses terres proches. Ils s'établissent ainsi sur une région relevant de l'évêque de Genève.[réf. nécessaire]
Il est alors gouverné par des comtes nommés par le souverain. Petit à petit, cette charge devait devenir héréditaire de fait mais non de droit ; ils pouvaient ainsi être révoqués et remplacés par des nobles de même rang. Avec la disparition du dernier roi de Bourgogne Rodolphe III, les comtes du pays équestre disparaissent pour être remplacés par des grands seigneurs féodaux tels que ceux de Mont, de Prangins, d'Aubonne, de Gex et de Divonne.
L'époque féodale se caractérise par l'émiettement des empires et l'émancipation des seigneurs locaux qui faisaient toutefois allégeance à un suzerain.
En 926, une charte du roi de Bourgogne, Rodolphe II, mentionne le comes de pago Equestrico.

## Comtes ou préfets du comté des Équestres
Le comté des Équestres relève de l'autorité des rois de Bourgogne. Il est administré au nom des Rodolphiens par un comte ou un préfet. L'historien Frédéric Charles Jean Gingins de la Sarraz rappelle dans son ouvrage consacré au comté que si le titre a pu être héréditaire, il pouvait être retiré par le souverain et donné à une autre personnalité. Les différents documents conservés permettent de citer quelques-uns de ces hauts dignitaires : 
- Ayrbert/Airbert[8], (? - avant le 20 février 911), il fonde, avec son épouse Eldegarde, le prieuré de Saint-Pierre de Satigny en 912[9].

- Anselme, (? - 961/62), nommé comte du pays équestre (Anselmus comes de pago Equestrico) dans un jugement de 926 rendu à Saint-Gervais[10]. Cet acte visait à mettre sous séquestre les biens de Bartagia et de son fils Alteus, d'Avenex (...de res quae sunt sitas in pago Equestrico et in curte Avence...), revendiqués par des parents de son défunt mari sous prétexte que le mariage n'était pas légal. La veuve ayant imploré la justice du roi Rodolphe II, lors de la venue du monarque à Morat, celui-ci désigne Anselme et Hugues, comte du palais, pour juger cette affaire (...Dum residisset venerabilis rex Rodolphus in Castri Villa...Anselmus comitem de pago Equestrico atque Ugonem comite Palatio...). Les deux juges donneront raison à Bartagia. Anselme est encore cité à l'élection de l'évêque Libo en 927, puis dans une assemblée tenue dans le Viennois au printemps 943 avec son frère Odolric (Anselmus comes presens fuit, Odolricus comes, frater Anselmi) et avec la charge d'avoué (chargée de la protection et de la représentation juridique d'une institution ecclésiastique) de l'évêque Magnerius (Magnerius episcopus et advocatus suus Anselmus comes)[11].

- Odalric, (? - après le 27 juin 943), il est nommé avec son frère Anselme dans une charte de Conrad III de Bourgogne datée du 28 mars 943[12].

- Aymon : Dans une charte de Conrad le Pacifique stipulant la possession des biens de l'abbaye territoriale de Saint-Maurice d'Agaune, il est précisé un échange de fonds situés à Gimel contre d'autres du comté de Vaud en la présence de Burchard II de Lyon alors que celui-ci n'était que prévôt provisoire ("prepositum") de l'abbaye et avant qu'il ne soit investi du titre ("prepositura") en 982. Deux comtes y sont cités, Annon (ou Aymon) et Adalbert. Ce dernier étant comte du pays de Vaud, le premier ne peut être que comte des équestres car tous deux se devaient d'être des Pagus dont les fonds relevaient.

- Almaric : Comte et gouverneur du comté ("Amalricus comes"). Il figure, avec ses fils Robert (très probablement à l'origine de la famille des Monts) et Vuibert (Robertus et frater ejus Vuitbertus filii Amalrici), ainsi que son frère Adalgandus[13], dans deux chartes datées de 996 faites à Eysins (in comitatu Equestrico in villa Osineo) de donations à l'abbatiale de Romainmôtier en qualité de seigneur de Mont (Mont-le-Vieux ancien château situé entre les hameaux de Châtel et de Bugnaux sur la commune d'Essertines-sur-Rolle)[14]. Son fils Vuibert peut lui avoir succédé si à la lecture de la charte de 1018, on lit Vuibertus et non Umbertus (voir ci-après)[15].

- Humbert, à l'origine de la dynastie de Humbertiens, ayant probablement épousé la fille du comte Anselme, apparait dans une charte de 1018 comme comte de Nyon[15],[16]. Toutefois, Gingins de la Sarraz émet des doutes sur cette probabilité avançant notamment une erreur dans la lecture du nom de la charte où au lieu de lire Umbertus, il aurait pu s'agir de Vuibertus, soit le premier fils du comte Amalric, expliquant pourquoi les Humbertiens ne soient implantés dans cette région que deux siècles plus tard[15].